# 人民路站 (东阳市)
人民路站是金华轨道交通金义东线的一座地下车站，位于中华人民共和国浙江省金华市东阳市吴宁街道兴平东路人民路。本站于2017年12月7日开工，2020年10月主体结构封顶。2022年9月28日开放试乘，12月28日正式开通。当地政府未来将围绕车站进行TOD开发。

## 车站结构
人民路站为地下二层岛式车站，总建筑面积14391平方米，站前设置单渡线。车站装修为义东段“标准站”。
| 地面 |                    | 出入口                          |  |  |
| -1层 | 站厅               | 自动售票机、客服中心            |  |  |
| -2层 |                    | █ 金义东线 往凌云（歌山路）     |  |  |
|      | 岛式站台，左侧开门 |                                 |  |  |
|      |                    | █ 金义东线 往明清宫（会展中心） |  |  |

### 出入口
人民路站设有4个出入口。每个出入口长17.8米，宽（二扶一梯）6.5米，高4.2米，挑檐2.5米。
| 编号          | 建议前往的目的地                                               | 图片 |
| ------------- | -------------------------------------------------------------- | ---- |
| A             | 兴平东路（北）、人民路（西）、江滨路                           |      |
| B             | 兴平东路（北）、人民路（西）、江南路、富民路、河头路、通江路   |      |
| C             | 兴平东路（南）、汉宁东路、人民路（西）、兴河路、兴宁路、通江路 |      |
| D             | 兴平东路（南）、人民路（西）、新建北路、麻车埠东路             |      |
| 註： 设有电梯 |                                                                |      |

## 接驳交通
人民路站有东阳公交7、21、23、51、58等线路经过。